# 공무합체
공무합체(公武合体)는 일본의 역사에서 막말 당시 조정(公)과 에도 막부(武)가 결합하여 막번체제를 재편·강화하고자 했던 정책 혹은 정치 활동을 말한다.
당시 막부는 미일수호통상조약 조인을 둘러싸고 조정과 갈등을 빚고 있었는데 이는 당시까지의 막부-조정 관계에 비추어보면 막부의 권위를 심각하게 위협하는 것이었다. 이에 막부는 조정과의 관계를 회복하고 막부의 권위를 살리기 위해 공무합체를 추진하고자 했다. 구체적으로는 존왕(尊王)을 명분으로 삼아 막부를 비판하는 세력을 억제하고 대정위임론을 바탕으로 막부의 권력을 강화하길 원했는데 그 과정에서 추진되었던 것이 쇼군 도쿠가와 이에모치와 황녀 가즈노미야 지카코 내친왕의 국혼이었다.
한편, 후쿠이번의 마쓰다이라 슌가쿠, 사쓰마번의 시마즈 나리아키라와 시마즈 히사미쓰 등 공무합체파의 유력자들은 조정과 막부를 연계시키고 유력 번들이 힘을 합쳐 거국일치 체제를 구축할 것을 주장했다. 하지만 이는 중앙 정치의 요직을 독점하고 있던 후다이 다이묘 중심의 로주 제도의 변혁을 강요하는 것이었고 막부의 반발을 불러일으킬 여지가 컸다. 또한 이들은 통상조약의 조인에 반대했지만 개국과 통상에 찬성하는 입장이었고 전쟁도 불사하자는 급진적 존왕양이파와도 대립했다.

## 전개

### 히토쓰바시파의 막부·웅번 협조
1853년 미국의 해군 제독 매슈 캘브레이드 페리가 대통령의 국서를 가지고 일본에 와서 개국을 요구했다. 당시 로주였던 아베 마사히로는 덴포 개혁이 다이묘들의 반발로 실패로 끝나자 사쓰마번 등 웅번과의 협조를 중시하는 노선을 취하고 있었다. 개국 문제에 대처하기 위해 아베는 모든 다이묘에게 자문을 구했으며 한편으로 미국 대통령의 국서를 수리할 뜻을 조정에 전했다. 이는 에도 막부가 개창한 이래 전례가 없던 일이었다. 다이묘들 중에는 통상조약에 반대하며 전쟁도 불사해야 한다는 강경론을 펼친 경우도 있었지만 대다수는 미지근한 반응을 보이거나 개국에 찬성하는 막부의 눈치를 봤다.
이 무렵 막부는 쇼군 도쿠가와 이에사다의 후계자 문제를 둘러싸고 정쟁을 겪고 있었다. 마쓰다이라와 시마즈 등 유력 다이묘들은 자신들의 중앙 정치 참여를 요구하며 히토쓰바시 도쿠가와가의 당주인 도쿠가와 요시노부를 쇼군의 후계자로 지지했다. 웅번과의 협조를 추진하던 아베와 막부의 신하들도 요시노부를 지지했다[히토쓰바시파(一橋派)]. 하지만 막부의 권위를 다시 세워야 한다고 주장하는 히코네번주 이이 나오스케는 이에모치를 지지했다[난키파(南紀派)].
1857년 아베가 사망한 뒤 홋타 마사요시가 다이로에 취임했다. 홋타는 통상조약 체결을 진행하기 위해 교토로 상경하여 고메이 천황의 칙허를 받고자 했으나 양이론자였던 천황은 이 요구를 거절했다. 이는 당시까지의 조정과 막부의 관계를 생각하면 있을 수 없는 일이었고 홋타는 정치적으로 큰 타격을 받게 되었다. 홋타는 현실적으로 미국의 요구를 거절할 수 없어 결국 통상조약을 체결했지만 이것이 빌미가 되어 홋타는 실각했고 이이가 새롭게 다이로에 취임했다.

### 이이 정권과 무오년의 밀칙
이이는 이에모치를 후계자로 선포한 뒤 요시노부를 지지하던 세력을 실각시켰다. 히토쓰바시파는 천황의 칙허도 없이 통상조약을 체결한 이이를 비판했지만 실제로 조약이 조인한 것은 홋타였고 히토쓰바시파는 통상론을 지지하던 입장이었기에 이이에게 적극적으로 대항하지 못했다.
미국과 통상조약을 맺은 것을 계기로 막부는 프랑스, 영국 등과 차례로 안세이 5개국 조약을 맺었다. 이를 받아들일 수 없던 천황은 도쿠가와 고산케와 고산쿄 등에게 밀칙을 내렸다. 이는 막부, 도자마 다이묘, 후다이 다이묘의 협조를 통한 공무합체를 요구하는 것이었으며 만일의 사태를 대비해서 출병 의뢰도 포함되어 있었다. 결과적으로 각 번은 출병 요구에 응하지 않았지만 막부를 통하지 않고 천황이 직접 다이묘들에게 칙허를 하달한 것에 분노한 이이는 정치적 반대파들을 대대적으로 탄압하는 안세이 대옥을 일으켰다. 이를 바탕으로 이이는 즉각적인 양이를 요구하는 천황을 굴복시키는데 성공했다. 하지만 이이의 강압적인 통치 방식은 더욱 많은 반대파를 만들었고 결국 이이가 암살되는 사쿠라다문 밖의 변이 일어나고 말았다.

### 급진적 존왕양이파와 공무합체파의 대립
이이가 암살된 뒤 권력을 잡은 로주 안도 노부마사는 이전부터 추진되었던 천황의 여동생과 쇼군의 국혼을 이어나가는 한편, 조정과의 연합(공무합체)를 성사시켜 막부 권위를 수복하길 원했다. 천황은 이와쿠라 도모미의 상신을 받아들여 여동생 가즈노미야의 혼례를 허락했는데 이는 막부가 양이를 추진할 것을 기대했기 때문이었다. 하지만 이 정략 결혼은 존왕양이파를 자극했고 미토번의 낭사들이 안도를 습격하는 사건이 발생했다. 이것이 사카시타문 밖의 변인데 안도는 목숨은 건졌지만 부상을 입었고 결국 실각하고 말았다.
막부가 이렇게 공무합체를 추진할 무렵 웅번은 정치적 발언력을 강화하기 위해 공무합체를 주선하고자 했다. 이에시게와 가즈노미야의 국혼 이후인 1862년 4월, 사쓰마번은 막부와 히토쓰바시파 다이묘의 관계를 회복시키고자 번주의 아버지 히사미쓰가 직접 군사를 이끌고 교토에 올라왔다. 히사미쓰는 막부에 칙사를 파견할 것을 조정에 강력히 요구했다. 조정은 이를 받아들여 오하라 시게토미를 에도에 보내 요시노부를 쇼군후견직에, 마쓰다이라를 정사총재직에 앉히는 데 성공했다(분큐 개혁). 또한 이때 전 도사번주 야마우치 요도를 비롯해 안세이 대옥 때 처분받은 인물들이 대거 사면되었다. 이후 교토에 머무르던 히사미쓰는 자신의 영지 내의 존왕양이파 급진 세력을 숙청하는 사쓰마번 지사 숙청 사건을 일으켜 이들과의 대립 관계를 확실히 했다.
이에 반해 조슈번은 히토쓰바시파와 거리를 둔 채 항해원략책을 내세워 막부에 접근했다. 적극적인 통상을 통해 국력을 키우고 이를 바탕으로 양이를 추진하자는 것이었는데 막부는 이를 받아들이지 않았다. 이후 조슈번은 통상조약을 파기하고 구미와 전쟁할 것을 주장하며 격화하는 존왕양이 운동의 맹주로 변신했다. 양이를 주장하던 천황은 이들을 지지했고 조슈번·사쓰마번·도사번의 급진적 존왕양이파는 공무합체를 주장하는 공가를 제압하고 조정을 움직여 1863년 1월에 상경한 이에시게로부터 양이를 실행하겠다는 약속을 받아내는 데 성공했다. 3월에는 마쓰다이라가 정사총재직을 사임했고 히사미쓰와 야마우치가 자신의 영지로 돌아가면서 공무합체파의 세력은 현저히 약해졌다.
사쓰마번은 이러한 분위기를 역전시키고자 아이즈번 등과 손을 잡고 8월 18일의 정변을 일으켜 조슈번과 존왕양이파를 조정에서 일소했다. 이후 조정의 이름으로 막부의 로주 요시노부, 교토 수호직을 맡고 있는 마쓰다이라 가타모리, 마쓰다이라 슌가쿠, 야마우치, 전 우와지마번주 다테 무네나리, 히사미쓰 등을 중심으로 참예회의를 성립시키고 웅번 제후들의 중앙 정치 참여를 제도화했다.

### 참예회의의 붕괴와 토막파의 형성
1864년 1월에 설치된 참예회의는 사쓰마번의 배제를 노린 요시노부에 의해 그해 3월 해체되고 말았다. 같은 달 요시노부는 천황의 신임을 바탕으로 긴리고쇼에이소쿠에 임명되었고 이후 7월에 아이즈번, 구와나번과 함께 금문의 변을 일으켜 정권을 장악했다. 이를 계기로 형식적이나마 막부를 중심으로 한 공무합체가 실현되었다.
조정과의 관계를 잃은 사쓰마번은 조슈번에 접근해 1866년 삿초 동맹을 체결했다. 다음해 5월 사쓰마번은 히사미쓰·야마우치·다테·마쓰다이라 슌가쿠에 의한 사후회의를 성립시켰지만 쇼군이 된 요시노부의 반격에 막혀 참예회의와 마찬가지로 단기간에 끝나고 말았다. 이로써 사쓰마번은 조정 개혁도 막정 개혁도 실패했고 결국 조슈번과 함께 무력으로 막부를 토벌할 것을 결심했다.
이렇게 공무합체 노선이 막다른 골목에 내몰리고 있을 때 후쿠이번이나 도사번은 여전히 막부의 존재를 전제로 하여 조정의 산하에 제후들이 회동하는 공의정체론을 주장했다. 이후 요시노부는 도사번의 주장을 받아들여 대정봉환을 행하고 다이묘들의 연합 정권을 수립하여 도쿠가와 종가의 실권을 유지하는 방향으로 전환하게 된다.

### 대정봉환과 메이지 유신
1868년 1월 3일 교토 어소의 소어소(小御所)에서 회의가 열렸다. 총재, 의정, 참여 3직에 의한 메이지 신정부 최초의 회의였다. 참여자는 메이지 천황, 총재 아리스가와노미야 다루히토 친왕, 의정 나카야마 다다야스·오오기마치산조 사네나루·이와쿠라·전 오와리번주 도쿠가와 요시카쓰·마쓰다이라 슌가쿠·히로시마번세자 아사노 나가코토·야마우치·히사미쓰, 참여 고토 쇼지로·사이고 다카모리·오쿠보 도시미치 등이었다. 대정봉환을 계기로 정권을 반납한 요시노부는 내대신에 임명되었는데 이를 불편하게 여긴 토막파는 요시노부를 토벌하길 원했다. 그 명분을 만들기 위해 회의를 열어 요시노부에게 내대신직의 사임과 도쿠가와가 직할령의 납지를 요구하고 요시노부가 받아들이지 않으면 이를 명분으로 막부 세력을 완전히 말소하고자 했다.
공가의 나카야마와 이와쿠라는 천황과 신정부에 대한 요시노부의 충성심을 요구하며 내대신직 사임과 직할령 납지를 강요했다. 야마우치가 요시노부를 옹호하고 마쓰다이라 슌가쿠도 야마우치를 지지하여 요시노부를 신정부에 참여시켜야 한다고 주장했지만 이와쿠라와 오쿠보는 이를 단호하게 거부했다. 고토와 요시카쓰가 야마우치를 지지하면서 이와쿠라와 오쿠보는 궁지에 몰렸지만 이후 타협안을 모색하여 마쓰다이라 슌가쿠와 요시카쓰가 요시노부에게 사임과 납지의 뜻을 전한 뒤 요시노부가 자발적으로 이를 제안하도록 할 것이 협의되었다.
결과적으로 에치젠·도사·오와리번은 막부를 무력으로 토벌하는 것에 반대하는 자세를 보였고 결국 무력 토벌을 원하던 사쓰마번이 타협을 할 수밖에 없었다. 요시노부는 사임과 납지를 즉시 실행하면 막부를 통제하기 어렵다며 유예를 요구했다. 교토에서는 전쟁에 반대하는 분위기가 역력했기에 제후회의파가 기세를 잡았기에 요시노부에게 유리한 방향으로 회의가 진행되었다. 최종적으로 요시노부는 전 내대신을 칭하는 것을 허락받는 것으로 내대신직에서 사임했고 납지에 대해선 애매한 내용으로 규정한데다 알맹이는 빠진 형태로 삼직회의의 승인을 받았다.
하지만 사이고가 에도시내에서 방화, 약탈, 폭행 등 도발을 감행하자 막부는 에도에 있는 사쓰마번저를 불태우는 것으로 보복했다. 이를 계기로 요시노부조차 막부를 통제하지 못하는 상황이 되었고 결국 양측은 도바·후시미 전투를 벌이게 되었다. 막부가 패배하자 요시노부는 오사카에서 에도로 돌아간 뒤 칩거했다.
삼직회의는 전 번주들로 구성된 의정을 견제하기 위해 3직 아래에 7과를 두었고 폐번치현을 계기로 사족 출신 의정들의 신분과 발언력을 보증하던 번이 해체되면서 그들이 영향력은 급속히 줄어들었다. 7과에서 근무한 사람들은 훗날 메이지 정부의 관료로써 맹활약을 하게 된다.
신정부는 최종적으로 막부 세력을 일소하고자 보신 전쟁을 일으켰고 최종적으로 막부가 패배하면서 공무합체도 완전히 막을 내렸다.

## 같이 보기
- 요코이 쇼난
- 막말사현후

## 참고 문헌
- 사사키 스구루 (1998년). 《大久保利通と明治維新》 [오쿠보 도시미치와 메이지 유신]. 요시카와 홍문관.
- 하코이시 히로시 (2001년).  이에치카 요시키, 편집. 《幕末維新論集3 幕政改革》 [막말유신론집 3 - 막정 개혁]. 요시카와 홍문관.
- 이노우에 가쓰오 (2006년). 《シリーズ日本近現代史1 幕末・維新》 [시리즈 일본근현대사 1 - 막말·유신]. 이와나미 신서.
- 이노우에 가쓰오 (2009년). 《日本の歴史18 開国と幕末変革》 [일본의 역사 18 - 개국과 막말 혁명]. 고단샤 학술문고.
- 고니시 시로 (1984년). 《日本の歴史19 開国と攘夷》 [일본의 역사 19 - 개국과 양이]. 주오고론신샤.